# Santino Spinelli

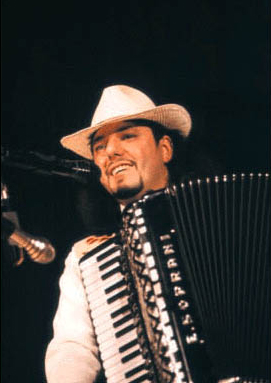
Santino Spinelli

Santino Spinelli, Künstlername Alexian (* 21. Juli 1964 in Pietrasanta) ist ein italienischer Musiker und Komponist sowie Hochschullehrer. Er gehört der Ethnie der Roma an.

## Leben
Spinelli wurde als jüngstes der sechs Kinder (davon der einzige Junge) von Gennaro und Giulia Spinelli geboren. Er ging zunächst in Lanciano zur Schule und absolvierte das staatliche Institut für Handel "P. De Giorgio" mit Auszeichnung. Anschließend studierte er an der Universität Bologna sowohl Sprach- und Literaturwissenschaft mit einer Abschlussarbeit über George Borrow als auch Musikwissenschaft. Er ist verheiratet mit Daniela De Rentiis, mit der er drei Kinder hat: Gennaro, Giulia und Evedise.
Santino Spinelli ist Akkordeonspieler, Sänger, Komponist und vermittelt mit seiner Gruppe Alexian die Kultur der Roma auf Konzertreisen im gesamten geschichtlichen Verbreitungsgebiet der Roma, vom Punjab bis in die französische Camargue.
2001 wurde er als einziger Vertreter Italiens ins Parlament der International Romani Union gewählt. Er ist Gründer und Präsident der Kulturorganisation Romano Them (Welt der Roma), die Festivals veranstaltet. Spinelli war auch Gründungsmitglied des internationalen Verbands der Roma-Schriftstellerinnen und -Schriftsteller 2002 in Helsinki. Seit 2002 ist Spinelli Inhaber eines Lehrstuhls für Sprache und Kultur der Roma an der Universität Triest. Er gilt als erster Roma Europas, der eine solche hohe Position an einer Universität erlangte.
Das von Spinelli verfasste Gedicht „Auschwitz“ steht auf dem Rand eines Brunnens, der Bestandteil des 2012 in Berlin eingeweihten Denkmals für die im Nationalsozialismus ermordeten Sinti und Roma Europas ist: „Eingefallenes Gesicht/ erloschene Augen/ kalte Lippen/ Stille /ein zerrissenes Herz/ ohne Atem/ ohne Worte/ keine Tränen“.
Im Oktober 2018 wurde im Parco delle Memorie der italienischen Stadt Lanciano ebenfalls ein Denkmal zur Erinnerung an den Völkermard an den Roma und Sinti eingeweiht. Auch in dessen Fuß ist Spinellis Gedicht Auschwitz eingraviert. Lanciano war damit die erste Stadt Italiens und nach Berlin die zweite in Europa, die ein Denkmal zur Erinnerung an die Vernichtung der Roma und Sinti errichtet hat.